# Уилдстон (футбольный клуб)
«Уилдстон» (англ. Wealdstone Football Club, английское произношение: [ˈwiːldstoʊn]) — английский футбольный клуб из Райслипа, района в округе Харроу на северо-западе Внешнего Лондона. Образован в 1899 году, домашние матчи проводит на стадионе «Гросвенор Вейл».

## История
Клуб был сформирован в начале сезона 1899—1900. Первую товарищескую игру команда провела 7 октября 1899 года против «Нортвуда». Игра закончилась со счетом 6-1 в пользу «Уилдстона». Команда присоединилась к Подразделению Два Лиги Виллсдена и Округа, и была переведена в Подразделение Один в течение сезона 1900-01 после того, как подразделение Два было пересмотрено. В 1903 «Уилдстон» переехал в Колледж Фарм-Граунд на Локет-роуд, Уэлдстоун. В 1905-06 клуб выиграл первый дивизион, но 20 октября 1906 года в местной газете было опубликовано уведомление о том, что клуб был расформирован из-за «отсутствия интереса» со стороны игроков и сторонников. Клуб был вскоре реформирован как раз к сезону 1908-09, присоединившись к первому дивизиону Виллсдена и Окружной лиги. В 1910 году они переехали на Белмонт-роуд и снова выиграли первый дивизион в 1912-13. После Первой мировой войны клуб присоединился к Лондонской лиге и лиге Мидлсекса. Они переехали на Нижний Мид в Уэлдстоуне в начале сезона 1922-23, когда они также перешли в Спартанскую лигу.
Клуб одержал свою рекордную победу 13 октября 1923 года, обыграв 12-й лондонский полк 22-0 в ФА. Любительская кубковая игра. В 1928-29 они снова поменялись лигами, на этот раз присоединившись к Афинской лиге. В 1929-30 клуб впервые выиграл Кубок Мидлсекс Сеньор. Во время Второй мировой войны клуб продолжал играть, играя на стадионе «Уэмбли» в финале Кубка Красного Креста Мидлсекса в 1943 году. В следующем году они зафиксировали свое самое тяжелое поражение за всю историю, проиграв Эдгвар Тауну 14-0 в Кубке старших лондонцев. В 1946 году Би-би-си показала часть матча Афинской лиги Уэлдстоуна в Барнете, когда впервые был показан прямой эфир. Клуб также появился в первых двух прямых трансляциях матчей Кубка Англии, где их игры против «Эдгвар Таун» в третьем квалификационном раунде и «Колчестер Юнайтед» в четвёртом квалификационном раунде были показаны по телевидению в течение сезона 1949-50. После победы над «Колчестером» Уэлдстоун впервые вышел в первый раунд Кубка Англии, уступив 1-0 «Порт Вейлу».
В 1951-52 клуб выиграл Афинскую лигу, а затем выиграл Кубок Мидлсекс Сеньор в 1959, 1963 и 1964 годах. В 1964 году они перешли в Лигу Истмиан. В 1965-66 клуб снова достиг первого раунда Кубка Англии, проиграв 3-1 в «Миллуолле», но затем выиграл Кубок любителей Англии, обыграв местного Хендона 3-1 в финале. В следующем сезоне Уэлдстоун вошел в первый раунд Кубка Англии, проиграв 2-0 дома в округе Нанитон. Клуб вступил в Дивизион Один Север Южной Лиги в 1971 году, став профессионалом. В следующем сезоне они были переведены в Первый дивизион Юг и выиграли дивизион в 1973-74 годах, получив повышение в Премьер-дивизии.
В 1977-78 Уэлдстоун впервые вышел за пределы первого раунда Кубка Англии; после победы в третьем дивизионе над Херефорд Юнайтед (3-2) на Эдгар-стрит в первом раунде они победили Четвертое отделение Рединга 2-1 дома, а затем проиграли 4-0 у Куинз Парк Рейнджерс в третьем раунде. В 1979 году клуб был членом-учредителем Премьер-лиги Альянса, нового национального высшего дивизиона футбола, не являющегося членом Лиги. После финиша на 19-м месте в 1980-81 годах «Уэлдстоун» был возвращён в Южную лигу, но затем сразу же вернулся после победы в южном дивизионе Южной лиги в следующем сезоне; через плей-офф последовал против чемпионов Мидленд Дивизион Нанитон, с Уэлдстоуном, выигравшим пенальти (после победы в домашнем матче 2-1 и проигрыше в гостевом 1-0). В 1984-85 годах клуб провел свой самый успешный сезон на сегодняшний день, выиграв как Премьер-лигу Альянса, так и Кубок Англии, обыграв «Бостон Юнайтед» 2-1 в финале на стадионе «Уэмбли». Это был первый случай, когда «лига» не в лиге была достигнута любой командой. Однако вскоре наступил период резкого спада; после финиширования десятым в следующем сезоне они финишировали 19-м в 1986-87 годах и были в конечном итоге отправлены из сезона после.
В конце сезона 1990-91 гг. финансовые проблемы привели к тому, что клуб продал свои земли в Нижнем Миде, за что в итоге он получил лишь очень небольшую долю выручки от продажи. Затем они подписали соглашение о дорогостоящем совместном строительстве на Викафорд-роуд в Уотфорде, и в конце сезона 1991-92 клуб снова был переведен в низшую дивизию, вылетевши из премьер-дивизиона Южной лиги в Южный дивизион. В 1993 году они переехали в Уоррен, на землю Йидинга. В 1995 году клуб воссоединился с Истмийской лигой, перешел в третий дивизион и снова переменил адрес, на этот раз поселившись на Эдгвар-Таун на Уайт-Лион Граунд.
В 1996-97 годах они заняли второе место во Втором дивизионе в 1997-98 годах и были снова повышены, на этот раз в Первый дивизион. После того, как «Уэлдстоун» занял третье место в Первом дивизионе в 1998-99 годах, ему было отказано в повышении в Премьер-дивизион после того, как улучшения стадиона на Уайт-Лион Граунд были сделаны через шесть дней после крайнего срока. В 2004 году клуб был повышен до Премьер-дивизиона в результате создания конференций Север и Юг и победы в финале плей-офф по пенальти против Далвич Гамлета. В 2005 году клуб получил ещё одну новую площадку, на этот раз перебравшись в Нортвуд, на Каштановую авеню.
В 2006 году они были переведены в Премьер-дивизион Южной Лиги на один сезон, а в следующем году вернулись в Истмийскую Лигу. В январе 2008 года «Уэлдстоун» приобрёл спортивный и социальный клуб Ruislip и связанный с ним договор аренды на территории Гросвенор Вейл (в поместье Руислип), начав там сезон 2008-09 годов. Поскольку соглашение о разделе земли в Нортвуде подходит к концу, а конкретная дата завершения проекта игрового поля принца Эдварда клуба пока не определена, «Уэлдстоун» решил инвестировать стадион Гросвенор-Вейл для модернизации игровых объектов в качестве приоритета, чтобы соответствовать необходимым требованиям к квалификации для игры в футбол Премьер-лиги в сезоне 2008-09. Долина продолжает улучшаться с введением новых террасных, защитных барьеров и в 2009 году нового крытого стенда (Угол Брайана Коллинза). Летом 2012 года был добавлен новый клубный магазин, а также новый чайный бар, расположенный за блиндажами на полпути, а также дополнительные приподнятые террасы. Летом 2013 года сторонники оплатили и построили новый мобильный стенд («Стенд Булла»), который был расположен позади цели на старом конце «Чайного бара», и было добавлено больше укрытия на конце Gun Turret (' Стенд Роя Куша), обеспечивающий дальнейшее крытое жилье для поклонников.
В 2011-12 клуб вышел в полуфинал FA Trophy, уступив 3-1 Ньюпорт Каунти. Он также вышел в плей-офф в Премьер-лиге, но в полуфинале проиграл Лоуэстоф Таун со счетом 2:1. В следующем сезоне он снова проиграл в полуфинале плей-офф, на этот раз у Конкорд Рейнджерс. Тем не менее, в 2013-14 годах клуб был чемпионом Премьер-дивизиона, зарабатывая повышение до Конференции Юг. После переезда в Гросвенор-Вейл Уэлдстоун из года в год неуклонно увеличивает посещаемость дома и в настоящее время имеет самую высокую среднюю посещаемость на дому среди любого неигрового клуба в Северном Лондоне. В сезоне 2013/14 года Уэлдстоун занимал второе место по посещаемости на дому в Истмийской лиге (после Мейдстон Юнайтед) и самую высокую среднюю посещаемость на выезде (за ним следуют Мейдстон Юнайтед и Далвич Гамлет). Летом 2016 года клуб сменил владельца, когда Питер Марсден, ранее являвшийся председателем Аккрингтона, вступил во владение клубом в конце июля. 21 августа 2017 года Гордон Бартлетт ушел с поста менеджера Уэлдстоуна после 22 лет работы. Днем позже Бобби Уилкинсон, ранее из Хангерфорда, был назначен менеджером. Уилкинсон покинул клуб в конце сезона 2018—1919 годов, и 21 мая 2019 года новым менеджером был назначен Дин Бреннан.
В сезоне 2019/20 клуб занял первое место в Национальной лиге Юг.

## Достижения
- Альянс Премьер Лиги
  - Победители 1984-85
- Истмийская Лига
  - Премьер дивизион Победители 2013-14
  - Третий дивизион Победители 1996-97
- Южная лига
  - Первый дивизион Победители 1973-74
  - Южный дивизион Победители 1981-82
  - Победители Кубка Лиги 1981-82
  - Championship Shield Победители 1981-82
  - Championship Cup Победители 1981-82
- Афинская Лига
  - Победители 1951-52
- Willesden & District Лига
  - Первый дивизион Чемпионы 1905-06, 1912-13
- ФА Трофи
  - Победители 1984-85
- ФА Кубок любителей
  - Победитель 1965-66
- Премьер кубок Мидлсекса
  - Победители 2003-04, 2007-08, 2008-09, 2010-11
- Кубок Лондона
  - Победители 1951-52 (Совместно с Уимблдоном)
- Старший кубок Мидлсекса
  - Победители 1929-30, 1937-38, 1940-41, 1941-42, 1942-43, 1945-46, 1958-59, 1962-63, 1963-64, 1967-68, 1984-85
- Благотворительный Кубок Мидлсекса
  - Победители 1929-30, 1930-31, 1937-38, 1938-39, 1949-50, 1963-64, 1967-68, 2003-04, 2010-11
- Младший Кубок Мидлсекса
  - Победители 1912-13

## Состав
| Игрок                           | Национальность    | Позиция      |
| ------------------------------- | ----------------- | ------------ |
| Джо Рингер                      | Англия            | Вратарь      |
| Астон Оксборо                   | Англия            | Вратарь      |
| Джером Окимо (капитан)          | Англия            | Защитник     |
| Джек Шеппард                    | Шотландия         | Защитник     |
| Уильям Эмери Эдьингуэле         | Франция           | Защитник     |
| Мичи Эфит                       | Англия            | Защитник     |
| Райан Селларс                   | Англия            | Защитник     |
| Коннор Стивенс                  | Англия            | Защитник     |
| Афолаби Кукер                   | Англия            | Защитник     |
| Дэнни Грин                      | Англия            | Полузащитник |
| Майкл Филлипс                   | Англия            | Полузащитник |
| Джэйкоб Менди                   | Англия            | Полузащитник |
| Коннор Смит                     | Англия            | Полузащитник |
| Каван Джон Коттэр               | Англия            | Полузащитник |
| Билли Клиффорд                  | Англия            | Полузащитник |
| Олли МакКой                     | Англия            | Полузащитник |
| Мэттью Саундерс                 | Англия            | Полузащитник |
| Эшли Чарльз                     | Англия            | Полузащитник |
| Рис Беклз-Чарльз                | Антигуа и Барбуда | Нападающий   |
| Санчес Уотт                     | Англия            | Нападающий   |
| Дэннон Льюис                    | Англия            | Нападающий   |
| Росс Лафэйтт                    | Англия            | Нападающий   |
| Мозес Эммануэль (Мозес Адемола) | Англия            | Нападающий   |
| Кирон Кэдоган                   | Англия            | Нападающий   |